# Louis Zamperini
Louis ”Torrance Tornado” Zamperini född 26 januari 1917 i Olean, New York, död 2 juli 2014 i Los Angeles, var en amerikansk friidrottare som deltog vid OS 1936. 

## Biografi

### Uppväxt
Zamperinis föräldrar var immigranter från Verona i norra Italien. År 1919 flyttade de från Olean, New York till Torrance i Kalifornien. Under uppväxten blev han mobbad för bristande språkkunskaper och blev tagen av polisen för småstölder, men hans liv tog en annan riktning då hans äldre bror Pete fick honom engagerad i skolans löpteam.

### Löparkarriär
Han satsade intensivt på träning och överträffade inom kort sin bror. Uttagningen till OS-truppen 1936 skedde under en svår värmebölja, där han med sin uthållighet vann över flera mer meriterade löpare som kollapsade, och som 19-åring blev han den yngste någonsin att bli uttagen till distansen 5 000 meter i OS.
Med tiden 14.46,8 slutade Zamperini åtta på 5 000 meter i Berlin-OS 1936, men hans slutspurt med tiden 56 sekunder på sista varvet fångade uppmärksamheten hos Adolf Hitler, som insisterade på ett personligt sammanträffande. Enligt Zamperini skakade Hitler hand och sade (genom tolk) "Ah, you're the boy with the fast finish." Någon av dagarna i Berlin var Zamperini berusad och klättrade upp i en flaggstång för att stjäla en nazi-flagga vid Reichstag-byggnaden. Tyska vakter avlossade varningsskott i luften, men ett högre befäl tillät honom att ta med flaggan som souvenir.
Zamperini var USA:s medaljhopp inför Olympiska sommarspelen 1940 i Helsingfors i Finland, men när andra världskriget bröt ut ställdes spelen in. 

### Andra världskriget
Under andra världskriget tog han värvning i det amerikanska flygvapnet år 1941. Han blev löjtnant och deltog i flera lyckade bombräder mot japanska ställningar. Hans flygplan fick i maj 1943 motorfel och störtade i Stilla havet. Han och två andra, Russell Allen Phillips och Francis McNamara - den sistnämnde dog efter 33 dagar - var de enda överlevande av besättningen på elva man och tillbringade 47 dagar tillsammans på en flotte och sedan mer än två och ett halvt år i olika japanska fångläger. Han blev utsatt för medicinska experiment, slavarbete och brutal misshandel. Han blev också måltavla för en sadistisk vakt, vars mål var att bryta ned Zamperini. Militären befarade att de hade omkommit och meddelade föräldrarna att deras söner var döda, och en friidrottstävling uppkallades efter Zamperini för att hedra honom. Först under senare delen av 1945 blev det klarlagt att han släppts fri från japansk fångenskap och överlevt.

### Senare liv
Zamperini gifte sig 1946 med Cynthia Applewhite (död 2001) och de fick två barn tillsammans.
Zamperini berättade senare hur han efter kriget fick mardrömmar om sina upplevelser som krigsfånge och började dricka för att försöka glömma. Hans fru Cynthia bevistade ett väckelsemöte som leddes av evangelisten Billy Graham i Los Angeles och blev en troende kristen. Uppmuntrad av sin fru och kristna vänner deltog Zamperini med viss tvekan 1949 i ett väckelsemöte. Grahams förkunnelse påminde honom om de böner han bett när han var på en flotte i havet och senare under sin tid i fångläger. Han genomgick en personlig omvändelse och bestämde sig för att förlåta sina fångvaktare, något som lindrade hans mardrömmar.
Billy Graham medverkade sedan till att ge Zamperini en ny karriär som evangelist. Ett återkommande tema i hans förkunnelse var förlåtelse och han besökte flera av sina tidigare fångvaktare för att tala om att han hade förlåtit dem. Ett sådant tillfälle var ett besök i oktober 1950 på fängelset Sugamo i Tokyo, där många krigsbrottslingar var inspärrade, och Zamperini uttryckte sin vilja till försoning. Zemperini grundade organisationen Victory Boys Camp som riktade sig till unga pojkar med riskfullt beteende samt stiftelsen The Louis Zamperini Foundation som på olika sätt verkar för att "provide hope, instill resilience and demonstrate forgiveness, while developing compassion and empathy for others".
Zamperini deltog 1984 som fackelbärare vid de olympiska sommarspelen i Los Angeles. Kort före sin 81-årsdag i januari 1998 deltog han på en deldistans av stafetten som fackelbärare vid vinterspelen i Nagano i Japan, inte långt från platsen för det krigsfångeläger där Zamperini satt fången under andra världskriget. Han sände en önskan om att få möta sin lägerchef och plågoande Mutsuhiro Watanabe(en), även känd som "The Bird", som dock avvisades.

### Filmen "Unbroken"
Zamperinis liv skildras i Angelina Jolies krigsdramafilm Unbroken (2014), men han fick inte själv se slutprodukten. Bara fem månader före premiären dog han av lunginflammation 97 år gammal. Filmen hade världspremiär i Sydney Australien den 17 november och Sverigepremiär den 9 januari 2015. Filmen är baserad på Laura Hillenbrands bästsäljande roman Unbroken: A World War II Story of Survival, Resilience, and Redemption.